# 金門迪 (伊利諾伊州)
金門迪（英語：Kinmundy）是一個位於美國伊利諾伊州馬里昂縣的城市。

## 地理
金門迪的座標為38°46′00″N 88°51′00″W / 38.76667°N 88.85000°W，而該地的平均海拔高度為181米（即594英尺）。

## 人口
根據2010年美國人口普查的數據，金門迪的面積為3.42平方千米，當中陸地面積為2.72平方千米，而水域面積為0.70平方千米。當地共有人口796人，而人口密度為每平方千米232.75人。